# Azotek boru

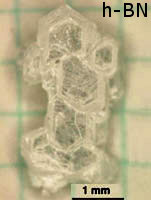
Zdjęcie mikroskopowe kryształów heksagonalnego azotku boru

Azotek boru, BN – nieorganiczny związek chemiczny boru i azotu. Po raz pierwszy został otrzymany w 1842 roku. Podobnie jak diament, azotek boru może zostać wytworzony w taki sposób, aby miał własności półprzewodnikowe.
Istnieje także heksagonalny azotek boru, o strukturze analogicznej do struktury grafitu i podobnych własnościach fizycznych.

## Borazon (Elbor)
Jedną z odmian polimorficznych azotku boru jest borazon (cBN, c-BN, β-BN), alternatywnie elbor, występujący w układzie regularnym. Jest to wyjątkowo twardy materiał ścierny wytworzony po raz pierwszy w 1957 roku przez R.H. Wentorfa w USA, za pomocą aparatury stosowanej do uzyskiwania syntetycznych diamentów. Twardość kryształów borazonu oceniana jest na 90 do 95% twardości diamentów, charakteryzuje się on jednak większą odpornością chemiczną i może być stosowany do obróbki żelaza. Ma też znacznie większą odporność termiczną. Jego największą wadą jest cena – średnio o 30% wyższa niż diamentu.

### Otrzymywanie
Do otrzymywania azotku boru używa się tlenku boru(III) i azotu atmosferycznego. Reakcja zachodzi w wysokich temperaturach i wymaga obecności Ca3(PO4)2 jako katalizatora. Zamiast azotu może zostać użyty amoniak. Powstaje przy tym bezbarwna forma heksagonalna (alfa), o strukturze analogicznej do struktury grafitu i podobnych własnościach fizycznych. Można z niej uzyskać formę beta (borazon), przez ogrzanie do ok. 1750 °C, przy ciśnieniu 70 kbar i obecności azotku litu.

### Zastosowania
Jako CBN wykorzystywany jest zwłaszcza do obróbki ściernej o wysokich prędkościach, np. do szlifowania i cięcia stali hartowanych. W przeciwieństwie do narzędzi diamentowych nie rozkłada się pod wpływem temperatury (powinowactwo chemiczne węgla – pod każdą postacią, diamentu też – do żelaza w stali). Borazon jest co prawda bardziej miękki od diamentu (5000 HV30 – borazon, 8000-10000 HV30 – diament), ale nie traci mocno na twardości podczas ogrzewania (do ok. 1500 °C), dlatego jest używany do szlifowania węglików i diamentów w wysokich temperaturach.
Jako heksagonalny BN, bywa np. składnikiem smarów.